# 宝林镇 (绵阳市)
宝林镇，是中华人民共和国四川省绵阳市安州区曾经下辖的一个镇。2019年12月，撤销宝林镇，将其所属行政区域划归塔水镇管辖。

## 行政区划
宝林镇撤销前下辖以下地区：
调元社区、赤林村、大沙村、印盒村、高林村、龙溪村、桂林村、三桥村、通裕村、乌龙村和涌泉村。